# Haluk Yıldırım
Haluk Yıldırım, (nacido el 25 de junio de 1972 en Bursa, Turquía) es un exjugador de baloncesto turco. Con 2.01 de estatura, su puesto natural en la cancha era el de alero.

## Trayectoria
- Beslenspor (1988-1990)
- Kolejliler (1990-1993)
- Ülkerspor (1993-2004)
- Beşiktaş (2004-2005)
- Türk Telekom (2005-2008)
- Beşiktaş (2008-2010)
- Galatasaray (2010-)